# World One
Il World One, conosciuto anche come विश्व एक in lingua Hindi, è un grattacielo in costruzione in India, nella città di Mumbai.

## Caratteristiche
L'edificio, in costruzione dal 2011, sarà alto 285 metri e diventerà l'edificio più alto d'India. In origine l'edificio doveva essere alto 502 metri ma la società appaltatrice non ha ottenuto il permesso di costruire un edificio tanto alto. Nel 2015 la stessa società ha perso inoltre la possibilità di costruire un edificio più alto di 300 metri e nel 2018 la società è riuscita ad accaparrarsi solo la possibilità di costruire un edificio di 285 metri e con circa 76 piani anche se nel 2015 era già stato completato il 70% della torre. Da quel momento la costruzione è stata fermata per permettere alla società di riappropriarsi dei diritti per l'altezza originale. Se il progetto originale verrà completato, l'edificio avrà al suo interno più di 200 appartamenti e 12 ascensori.
A settembre 2018 il progetto è bloccato a 285 m a causa dei limiti di altezza imposti nei pressi dell'aeroporto di Mumbai.